# Front révolutionnaire pour l'indépendance du Timor oriental

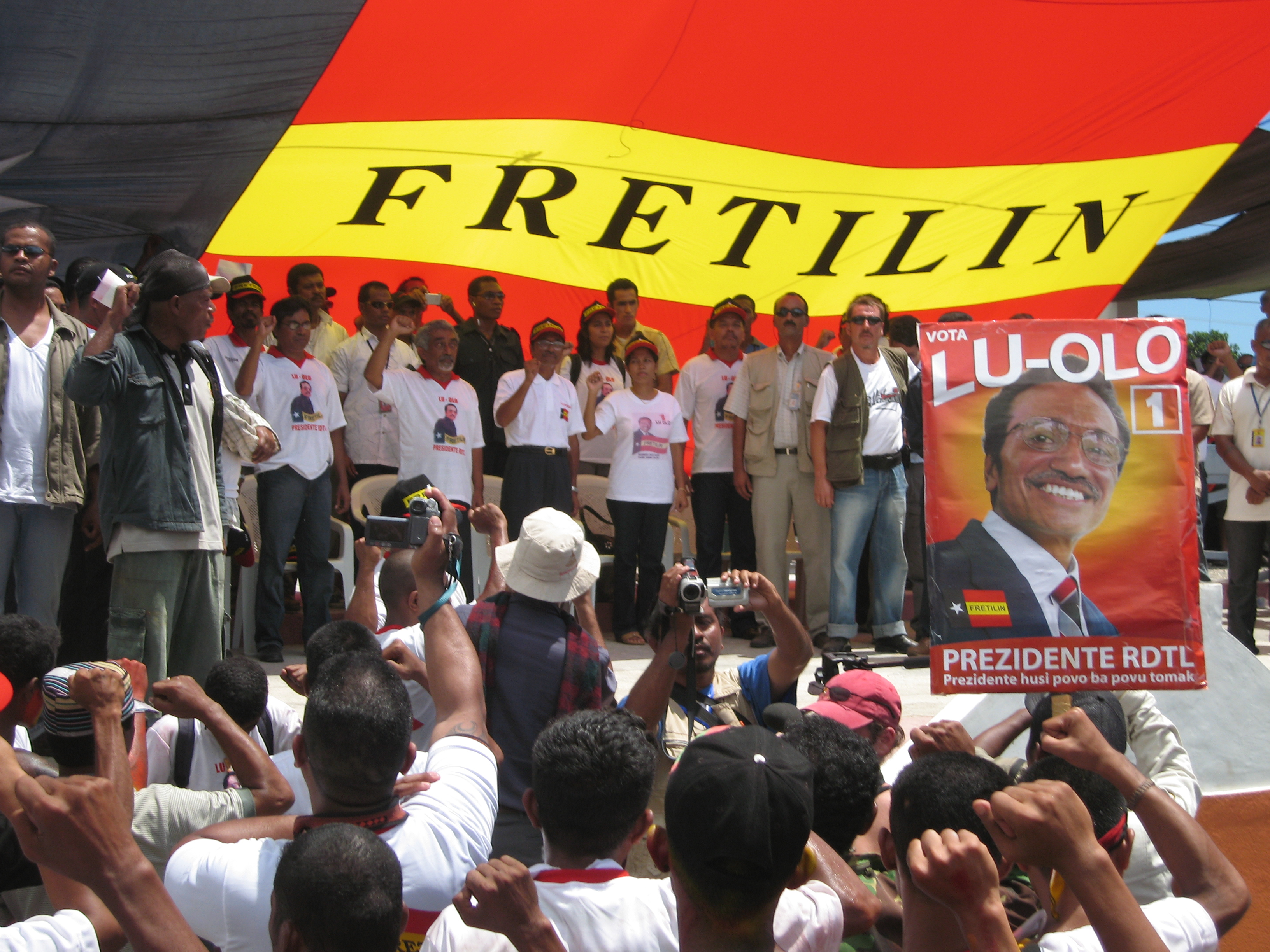
Le FRETILIN en campagne pour l'élection présidentielle de 2007.

Le Front révolutionnaire pour l'indépendance du Timor oriental (en portugais : Frente Revolucionária de Timor-Leste Independente, abrégé en Fretilin) est un parti politique de centre gauche du Timor oriental. Le Fretilin a d'abord été un mouvement de résistance qui s’est battu pour l’indépendance du Timor oriental,contre le Portugal en 1974, puis de l’Indonésie jusqu’en 1999. Après l’indépendance du Timor oriental en 2002, le Fretilin est devenu l’un des nombreux partis en lice pour le pouvoir dans un système multipartite.
C'est un membre consultatif de l'Internationale socialiste.
Il détient actuellement (2018-2022) 23 des 65 sièges du Parlement national. Il a obtenu la présidence en 2017 sous Francisco Guterres mais a perdu l’élection présidentielle du Timor oriental de 2022.

## Avant l’indépendance

### Avènement, puis déclin
Le Fretilin a été fondé le 20 mai 1974 sous le nom d’Association sociale-démocrate timoraise (ASDT). L’ASDT est rebaptisée Fretilin le 11 septembre 1974 et a adopté une position plus radicale, se proclamant « seul représentant légitime » du peuple du Timor oriental. En réponse au coup d’État de l’Union démocratique timoraise (UDT) le 11 août 1975, le Fretilin a formé à la hâte une branche armée appelée Falintil, qui est sortie victorieuse après une guerre civile de trois semaines. Falintil a continué à faire la guerre à l’armée indonésienne lors de son invasion le 7 décembre 1975 et de l’occupation qui a suivi.
Le 28 novembre 1975, le Fretilin déclare officiellement l’indépendance du Timor oriental vis-à-vis du Portugal et crée un Comité central de 18 membres avec Xavier do Amaral comme président et Nicolau dos Reis Lobato comme vice-président et Premier ministre. Les deux hommes se brouillèrent alors que les pressions de l’occupation s’intensifiaient, et en septembre 1977, Lobato fit arrêter Amaral pour « haute trahison ». Le 31 décembre 1978, Lobato, successeur de do Amaral à la présidence, est tué par les forces indonésiennes. Il a été remplacé par Mau Lear, qui a servi jusqu’à ce qu’il soit également traqué et exécuté par les forces indonésiennes le 2 février 1979.
À la fin des années 1970, le Fretilin a été soumis à d’énormes pressions. De septembre 1977 à février 1979, seuls trois des 52 membres du Comité central du Fretilin ont survécu.

### Régénération et Union nationale
Le Fretilin survécut malgré l’effondrement de son armée et se reconstruisit lentement sous la direction relativement modérée et nationaliste de Xanana Gusmão.
Entre mars 1981 et avril 1984, le Fretilin fut connu sous le nom de Partido Marxista-Leninista Fretilin (PMLF), et le marxisme-léninisme a été officiellement déclaré idéologie du parti. Le nom d'origine a été repris en 1984 ;  sa politique révolutionnaire a été abandonnée afin de promouvoir l’unité nationale et d’obtenir le soutien de l’UDT et de l’Église catholique.

## Depuis l'indépendance
Lors des premières élections, tenues en 2001, l’année précédant l’indépendance, le Fretilin avait recueilli 57,4 % des voix et remporté 55 sièges sur les 88 de l’Assemblée. Bien que cela ait donné au parti une majorité de travail, il n’a pas atteint la majorité des deux tiers qu’il avait espérée pour imposer sa propre conception lors de la rédaction de la constitution nationale.
Lors des élections législatives de juin 2007, le Fretilin a de nouveau remporté la première place, mais avec une baisse considérable, n'obtenant que 29 % des voix et 21 sièges. Il est confronté au Congrès national de reconstruction timoraise (CNRT), dirigé par l’ancien président Xanana Gusmão, qui s’est classé deuxième. Les pourlarlers n'ont pas abouti à un accord de gouvernement d'union et le présudent José Ramos-Horta a annoncé le 6 août que la coalition dirigée par le CNRT formerait le gouvernement et que Gusmão deviendrait Premier ministre malgré de violentes manifestations organisées par les partisans du Fretilin en colère,.
Francisco Guterres, du Fretilin, a été président du Timor oriental de 2017 à 2022. António Guterres a cherché à se faire réélire pour un second mandat en 2022, mais a perdu face à José Ramos-Horta. Le CNRT a été au pouvoir de 2007 à 2017, mais le secrétaire général du Fretilin, Mari Alkatiri, a formé un gouvernement de coalition après les élections législatives de juillet 2017. Cependant, son nouveau gouvernement minoritaire est rapidement tombé, ce qui a entraîné une deuxième élection générale en mai 2018, que le CNRT a remportée dans le cadre de la coalition 2017-2020 appelée Alliance pour le changement et le progrès (AMP).

## Résultats électoraux
| Élection | Votes   | %      | Sièges  | Position | Gouvernement                                               |
| -------- | ------- | ------ | ------- | -------- | ---------------------------------------------------------- |
| 2001     | 208 531 | 57,37  | 55 / 88 | 1er      | Majorité Fretilin                                          |
| 2007     | 120 592 | 29,02  | 21 / 65 | 1er      | Opposition                                                 |
| 2012     | 140 786 | 29,87  | 25 / 65 | 2e       | Opposition (2012-2015), Majorité CNRT-Fretilin (2015-2017) |
| 2017     | 168 480 | 29,65  | 23 / 65 | 1er      | Pas de majorité                                            |
| 2018     | 213 324 | 34,18  | 23 / 65 | 2e       | Opposition (2018-2020), Ruak (2020-2023)                   |
| 2023     | 178 338 | 25.75% | 19 / 65 | 2e       | opposition                                                 |